# Jezioro Nowodworskie
Jezioro Nowodworskie – niewielkie jezioro w województwie lubuskim, w powiecie świebodzińskim, w gminie Świebodzin, na Pojezierzu Łagowskim, położone pomiędzy Nowym Dworkiem a Jordanowem.
Jezioro znajduje się na obszarze chronionego krajobrazu o nazwie Rynna „Ołoboku i Paklicy”. Głównym założeniem ochronnym tej strefy jest ochrona naturalnego korytarza ekologicznego wzdłuż wspomnianej rynny polodowcowej.  Jezioro Nowodworskie jest objęte strefą ciszy.
Gospodarkę rybacką na jeziorze prowadzi Polski Związek Wędkarski Okręg w Zielonej Górze

## Hydronimia
Do 1945 roku jezioro było nazywane Drescher See. Obecnie państwowy rejestr nazw geograficznych jako nazwę jeziora podaje Jezioro Nowodworskie. W niektórych źródłach pojawia się nazwa dodatkowa: Jordanowskie.